# Federico Gutiérrez
Federico Gutiérrez, né le 28 novembre 1974, est un homme politique colombien. Il est maire de Medellín de 2016 à 2019 et depuis 2024 et candidat à l'élection présidentielle colombienne de 2022.

## Biographie

### Maire de Medellín
Federico Gutiérrez se présente à la mairie de Medellín aux élections municipales de 2011 en tant que candidat du Parti de la U avec le soutien de l'ancien président Álvaro Uribe. Il se classe troisième avec 18,9 % des voix.
Après sa défaite, Gutiérrez commence à planifier une deuxième candidature à la mairie, lors des élections municipales de 2015. Il officialise sa candidature en 2014, formant une alliance avec Federico Restrepo (en tant que candidat au poste de gouverneur) avec le soutien du mouvement politique de Sergio Fajardo, maire de la ville de 2004 à 2007. Il est élu de justesse avec 35,81 % des voix, contre 34,42 % pour son plus proche rival.
En juillet 2017, son secrétaire à la sécurité, Gustavo Villegas, est arrêté pour avoir communiqué des informations à des organisations criminelles.

### Élection présidentielle de 2022
Il est candidat à l'élection présidentielle de 2022 pour la coalition de droite Équipe pour la Colombie. Les grands partis traditionnels comme le Centre démocratique, le Parti de la U, Changement radical, le Parti conservateur et le Parti libéral lui apportent tous leur soutien. Son discours porte principalement sur « la préservation de la démocratie et des libertés » face au candidat de gauche, Gustavo Petro, qu'il accuse d’être le représentant d'un « projet populiste et autoritaire ». « Il y a eu une absence totale de propositions et il semble que sa campagne va se concentrer sur la négativité ou la peur que Gustavo Petro peut susciter chez les électeurs » déclare l'analyste Patricia Muñoz.
Il échoue à se qualifier pour le deuxième tour, obtenant 24 % des voix, ce qui le place derrière Gustavo Petro (40 %) et Rodolfo Hernández (28 %). Alors qu'il incarnait une forme de continuité avec les « gouvernements uribistes, sa campagne souffre de la forte impopularité du président en fonction Iván Duque et de l'ex-président Álvaro Uribe. »
Le 29 octobre 2023, il est élu de nouveau maire de Medellin, cette fois-ci avec 73,36 % des voix, et entame un nouveau mandat le 1er janvier 2024.